# Filipp Jewgenjewitsch Jegorow
Filipp Jewgenjewitsch Jegorow (russisch Филипп Евгеньевич Егоров; * 8. Juni 1978 in Orjol) ist ein ehemaliger russischer Bobfahrer.

## Karriere
Alexei Jegorow kam 2000 zur russischen Nationalmannschaft. Als Anschieber von Alexander Subkow belegte er zusammen mit Dmitri Stjopuschkin und Alexei Seliwerstow bei der Europameisterschaft 2002 den 12. Platz. Wenige Wochen später bei den Olympischen Winterspielen 2002 in Salt Lake City wurde Dmitri Stjopuschkin durch Alexei Andrjunin ersetzt. Die Crew belegte im Viererbob-Wettkampf von Park City den 16. Rang. Seine erste Podiumsplatzierung im Weltcup feierte Jegorow am 29. Januar 2006 als Anschieber von Jewgeni Popow im Viererbob. Bei den Olympischen Winterspielen 2006 feierte Jegorow seinen größten Erfolg, als er zusammen mit Alexander Subkow, Alexei Seliwerstow und Alexei Wojewoda Silber im Viererbob-Wettkampf auf der Cesana Pariol gewann. Ein Jahr später folgte am 16. Dezember in Lake Placid sein erster Weltcupsieg im Viererbob von Subkow.
Bei seiner dritten Olympiateilnahme in Vancouver 2010 war Jegorow neben Pjotr Moissejew und Dmitri Trunenkow einer der Anschieber von Subkow im Viererbob-Wettkampf. Der Bob stürzte im ersten Lauf, da eines seiner Steuerseile ausbrach, weshalb die Crew in den folgenden Läufen nicht mehr startete. 2011 und 2012 gewann Jegorow als Anschieber von Subkow im Viererbob jeweils EM-Silber. 2014 beendete er seine Karriere.